# 江孟綸
江孟綸（1428年—？），字廷敘，四川重慶府江津縣人，明朝政治人物。

## 生平
治《春秋》，年三十九歲中式成化二年（1466年）丙戌科第三甲第五名進士。试监察御史。授監察御史，巡按陝西。

## 家族
十一月十二日生，行三，曾祖江必達；祖江英，雲南左參政；父江浩；母莫氏。慈侍下，妻李氏，繼妻鄧氏；兄經；庸，弟卿；祺；嚞；琮。由國子生中式四川鄉試第七十五名舉人，會試中式第二百八十二名。